# 青木繁治
青木 繁治（あおき しげはる）は、日本のテレビプロデューサー。中京テレビ所属。大阪府出身。
二次創作をフリーとすることで新たなクリエイターの育成を試みる「多次元クリエイティブ」に挑戦し、
10年先の動画世界を提示するべく活動。すべてをフリーで自由創作するクリエイティブの民主化を主張。
赤いファッションが代名詞。演出家としては、15秒モノから4時間モノまですべて絵コンテを描いていた唯一のテレビマン。
動画サイトの立ち上げ発表会を外国人記者クラブで行い国内外で話題となった。動画プラットフォーム〈Chuun〉において
映画・マンガ・お笑い・小説・ジャーナリズム・アート・食など幅広く専門番組をひとりプロデュースで500本以上制作。
一般社団法人未来のテレビを考える会理事。みすゞうた事務局副代表。NPO日本平和街道プロデューサー。

## 来歴
大阪府西成出身。彫り師の名人を父に持ち、小学校のころ赤いランドセルを選んだことが原因でいじめを受け不登校となるが、淀川の釣り人に支えられ乗り越える。中学に入ってやくざにからまれ危うく失明寸前までボコられ、腕力から知力へとシフトし、進学校へとすすむ。大学は周囲の期待を裏切りながら水産の道へ。在学中は東京でルンペン放浪し寺山修司に師事、その後も波乱万丈な学生生活を経てテレビ局に就職。

## 主な作品
- 「来たゾふるさと探偵団」アシスタントディレクター[2]
- 「生活情報クイズ 知って得Q便!」ディレクター
- 「5時SAT」ディレクター
- 「ヴィヴィアン」ディレクター
- 「P.S.愛してる!」ディレクター[2]
- 「色恋ざうるす」ディレクター・演出
- 「ラジオDEごめん」プロデューサー
- 「ここにシャチあり!」ディレクター
- 「小園総研」ディレクター
- 「ルートf」プロデューサー・演出
- 「ズームインスーパー」ディレクター
- 「すっぴんDNA」ディレクター
- 「少年チャンプル」プロデューサー
- 「女優魂」プロデューサー
- 「クスクス」演出[2]
- 「PS」プロデューサー
- 「アンデュ」プロデューサー
- 「お助けマンマミーア」演出[2]
- 「ミヤネ屋」演出
- 「愛の修羅バラ!」ディレクター
- 「ゴリ夢中」チーフプロデューサー
- 「クギズケ」チーフプロデューサー
- 「PS純金」チーフプロデューサー